# 小川旭
小川 旭（おがわ あきら、1983年9月5日 - ）は、日本の元男子バレーボール選手。

## 来歴
埼玉県さいたま市出身。さいたま市立七里中学校1年時からバレーボールを始める。このころの同級生に金丸晃大がいる。その後埼玉県立深谷高等学校へ進学、同級の金丸や石島雄介と共に数々の栄冠に輝き、2001年3年生時には春高バレー・インターハイ・国体と3冠達成した。
2002年、順天堂大学へ進学。2004年には全日本インカレ猛打賞受賞。2005年にはユニバーシアード代表に選ばれインスブルック大会に出場し準優勝。
2006年、JTサンダーズへ加入。同期に中山大祐。2008年、ゴードン・メイフォースによエースに抜擢される。2009年には全日本に選出されワールドリーグに出場した。
2012年、サンダーズを退部し、JTでの社業に専念する。
2024年現在、さいたま市立柏陽中学校男子バレーボール部コーチを務める。

## 所属チーム
- さいたま市立七里中学校
- 埼玉県立深谷高等学校
- 順天堂大学
- JTサンダーズ（2006年-2012年）

## 参考資料
- プロフィール - JT公式（Internet Archive）
- プロフィール - Vリーグ公式（Internet Archive）